# Донецкое (Северо-Казахстанская область)
Донецкое (каз. Донецкое) — село в Тайыншинском районе Северо-Казахстанской области Казахстана. Административный центр Донецкого сельского округа. Код КАТО — 596039100.

## География
Село Донецкое расположено в 22 км к востоку от районного центра города Тайынши, 132 км к юго-востоку от областного центра города Петропавловска. Расстояние до столицы - 309 км.
С 1965 по 1997 годы село было в составе Чкаловского района Кокчетавской области.
Село Донецкое является Центром Донецкого сельского округа — административная единица в составе Тайыншинского района Северо-Казахстанской области Казахстана.

#### Ближайшие населенные пункты недалеко от Донецкого
- Ясная Поляна - 20 км;
- Терновка - 21 км;
- Зелёный Гай - 25 км.

К территории села приелагет озеро под именем Сауле.
В период таяния снегов, на территории села имеются проблемы с затоплениями. В связи с суровым климатом - зимы морозные.

## История
Образовано в 1936 году как посёлок «точка № 2» для выселенных в ходе сталинских репрессий с приграничных районов Украинской ССР спецпоселенцев польской и немецкой национальностей — постановление Совета народных комиссаров СССР № 776-120 СС от 28 апреля 1936 года «О выселении из УкрССР и хозяйственном устройстве в Карагандинской области КазССР 15 000 польских и немецких хозяйств». Не было указано ни причин переселения, ни сроков, на которые переселяли репрессированных. Весь переселенческий контингент получил статус «спецпереселенцев». Они имели право передвижения в пределах административных районов расселения, но не имели права выезжать из мест поселений.
Из воспоминаний поляков-переселенцев:

«14 июня 1936 г. на станцию Тайынша прибыл очередной вагон с переселенцами с Украины с Житомирщины. Закончилось двухнедельное ”путешествие“ в товарных вагонах […]. Наутро всех погрузили в бортовые машины и отправили по местам назначения".
Прибывшие спецпереселенцы разместились в бараках и сразу включались в процесс запланированного строительства. В постановлении СНК СССР за No 776-120сс от 28 апреля 1936 г.: "НКВД при выполнении строительной программы особое внимание должно уделить строительству жилищ и надворных построек самим переселенцам […].»
В 1937 г. был образован колхоз «Красная звезда».
В первые годы войны мужчин из переселенцев на фронт не допускали в связи с «вражеским» происхождением (например, поляки были репрессированы, так как по остережениям Сталина, в случае наступления фашистской армии на те приграничные территории СССР, они могли бы принять сторону III Рейха) поэтому они были мобилизованы в трудовую армию.
Оставшиеся в селе престарелые мужчины, женщины и дети активно помогали доставкой продовольствия на линию фронта, пошивом одежды и т.д.
В 1946 году в село вернулись выжившие красноармейцы.
В 1947 году — первая выдача разрешений на репатриацию на территорию Украины.
В 1955 году получили возможность вернуться на историческую Родину и немцы, которые активно, десятилетиями, пользовались данной программой. Правительство организовала для уже своих «новых» граждан языковые курсы и другие важные адаптационные виды помощи. В связи с этим, постепенно, большинство навсегда покинуло село.
С 1991 года начался процесс возвращения на территорию Польши, но программа, организованная правительством этого государства, не была выгодна потенциальным репатриантам из-за её значительных недостатков.

## Население
Согласно переписи населения 1989 года в Донецком проживало 1123 человека, из них немцы — 48 %, поляки — 37 %.
В 1999 году население села составляло 895 человек (427 мужчин и 468 женщин).
По данным переписи 2009 года в селе проживало 787 человек (399 мужчин и 388 женщин).
Численность населения на 1 июля 2022 года составила 522 человек

## Образование
Первая сельская школа была основана первыми переселенцами и позднее заменена действующей основной средней школой КГУ "Донецкая СШ". Репрессированное и последующие несколько поколений немецкой национальности имели возможность изучать свой родной язык на высоком уровне, так как имелись разделения групп по школьному предмету «немецкий язык» для его коренных носителей и других этнических групп. Поляки, к сожалению, такой возможности не получили.
Основным языком коммуникации в те времена служил суржик, несмотря на обязательство изучения в школе и официального использования русского языка.
Школа обучала большое количество учеников (2 полноценных класса с 1 по 11 этап обучения). Действовал школьный автобус, привозящий детей 10 и 11 классов из близлежащего села Подольское — в нём отсутствовали старшие классы.
В 2021—2022 учебном году числилось в «Донецкой СШ» 101 учащихся.
На данный момент на территории Донецкого здание детского сада находится в непригодном — разобранном состоянии.

## Культура и досуг

### Клуб
В советское время имелся клуб, который так же активно посещали жители близлежащих сёл. В нём происходили дискотеки, местные мероприятия, концерты, в том числе приезжих исполнителей.
После распада СССР, а в дальнейшем оттоком населения из села был упразднён.

### Библиотека
На территории села продолжает свою работу Донецкая Сельская Библиотека с книжным фондом 13,461 тыс. экземпляров.

### Дом культуры
В селе действовал дом культуры, который находится в одном здании с Донецкой Сельской Библиотекой. Постройка находится перед памятником.

### Краеведческий музей
13 декабря 2019 года на территории школы КГУ «Донецкая СШ» состоялось открытие краеведческого музея с экспозициями «Рухани Жаңғыру», историей села, военным этапом, послевоенным восстановлением и строительством, историей школы.

### Молельный дом
В связи с большим процентом поляков, немцев, «популярным» вероисповеданием является католицизм.

### Памятник
При мемориальных плитах с фамилиями и инициалами и постаменте находится «капсула времени» с надписью "вскрыть 14 VI 2036 [г.]. Памятник посвящён памяти павших освободителей в Великой Отечественной войне.

## Медицина
Ранее на территории Донецкого действовала больница, а также аптека. В текущий момент действует медицинский пункт.

## Производственная промышленность
На территории села действовало сельхозпредприятие ТОО «Донецкое» — выращивание зерновых и зернобобовых культур, включая семеноводство, лесозаготовки, лесоводство, сбор дикорастущих растений.